# Hassan Kaddah
Hassan Walid Kaddah, más conocido como Hassan Kaddah, (1 de mayo del 2000) es un jugador de balonmano egipcio que juega de lateral izquierdo en el Industria Kielce. Es internacional con la selección de balonmano de Egipto.

## Palmarés internacional
| Campeonato Africano  | Campeonato Africano | Campeonato Africano | Campeonato Africano |
| Año                  | Lugar               | Medalla             |                     |
| -------------------- | ------------------- | ------------------- | ------------------- |
| 2022                 | Egipto              | Medalla de oro      |                     |
| 2024                 | Egipto              | Medalla de oro      |                     |
| Juegos Mediterráneos |                     |                     |                     |
| Año                  | Lugar               | Medalla             |                     |
| 2022                 | Orán                | Medalla de plata    |                     |

## Clubes
| Club                  | País           | Año         |
| --------------------- | -------------- | ----------- |
| Zamalek SC            | Egipto         | 2018 - 2023 |
| Khaleej Club (cedido) | Arabia Saudita | 2022        |
| KS Kielce             | Polonia        | 2023 - Act. |